# Hönjarums skans
Hönjarums skans, eller Hönjabro skans, är en skans nära en dåtida träbro över Helge å vid vägen mellan Älmhult i Småland och Kristianstad i Skåne, sydost om Osby. Denna landsväg var en viktig transportväg för svenska trupper under Skånska kriget 1675–1679. Vid början av stridigheterna uppförde svenskarna Hönjarums skans. 
Skansen ligger på en höjd och är 25 x 35 meter med en vall och en vallgrav. Flera slag mellan svenskar och snapphanar stod här. 
Danska friskyttar försökte 1678 förstöra Hönjarums bro över Helge å nära skansen, men misslyckades. Skansen hölls då av en svensk styrka på 30 man.
| ”                                             | Då den danska armén stod vid Önnestad, angrepo snapphanarna Hönjarums skans i Ousby socken, togo fänriken, som där låg med 30 ryttare och dragoner fången, och förde honom till de danske. Varför man icke blev i rätter tid undsatt förmenas vara länsmannens skull, som icke tillbörligen gav socknarna bud att komma och göra snapphanarna motstånd. | „ |
| – Johan Winslows dagbok över kriget 1676-1679 | |   |

Den danske kungen Kristian V beordrade samma år 500 göingebönder, som fortfarande var lojala mot det gamla hemlandet och var organiserade i två friskyttekompanier, att besätta Hönjarums skans och Sibbarps skans. Den svenska styrkan kapitulerade den 2 augusti. Båda skansarna återintogs av svenskarna i oktober 1678.

## Stenbro
Den senare Hönjarums stenbro byggdes 1823 av Osby socken. Det är en 50 meter lång och 7 meter bred stenvalvsbro. De fyra valven är 4–6 meter breda. Bron är fortfarande i bruk och mycket välbevarad.